# Volksmarine
Volksmarine (svenska: Folkmarinen) var namnet på Östtysklands sjöstridskrafter och utgjorde en del av Nationale Volksarmee.

## Historia
Volksmarine bildades i november 1961 och upplöstes tillsammans med resten av Östtysklands militär den 2 oktober 1990 i samband med Tysklands återförening. Volksmarine ingick som del i den förenade Östersjöflottan tillsammans med den polska marinen och under ledarskap av den sovjetiska "Röda Stjärnans Ordens Östersjöflotta". Huvuduppgiften var att i händelse av krig erövra de danska bälten för att få tillträde till Nordsjön. Volksmarine omfattade fregatter, korvetter, landstigningsfartyg och minsvepare, men inga ubåtar.

## Uppdrag
Volksmarine hade baser bland annat i Peenemünde, Rostock, Külungsborn och Stralsund. Vid ett strategiskt överfall på västra Europa, hade Volksmarine doktrinärt planerade uppgifter att verka mot bland annat västtyska, danska och svenska marina förband.

## Militära grader
Militära grader i Volksmarine med motsvarande grader i den svenska flottan före 1972.
|  |  |  |  |
|  |  |  |  |

| Officerare      | Officerare       | Officerare       | Officerare      | Officerare           | Officerare                            | Officerare            | Officerare       |
| Kapitän zur See | Fregattenkapitän | Korvettenkapitän | Kapitänleutnant | Oberleutnant zur See | Leutnant zur See                      | Unterleutnant zur See | Offiziersschüler |
| Kommendör       | Kommendörkapten  | Örlogskapten     | Kapten          | Löjtnant             | Löjtnant med mindre än tre års tjänst | Fänrik                | Kadett           |
| --------------- | ---------------- | ---------------- | --------------- | -------------------- | ------------------------------------- | --------------------- | ---------------- |
|                 |                  |                  |                 |                      |                                       |                       |                  |
|                 |                  |                  |                 |                      |                                       |                       |                  |
| Sjöofficer      | Marinintendent   | Marinläkare      | Kustartilleri   | Auditör              | Mariningenjör                         | Sjöofficer            | (Utb. år 2)      |

| Underofficerare   | Underofficerare                      | Underofficerare   | Underofficerare           | Underofficerare             | Underofficerare |
| Stabsoberfähnrich | Stabsfähnrich                        | Oberfähnrich      | Fähnrich                  | Fähnrichschüler (utb. år 2) |                 |
| Förvaltare        | Flaggunderofficer i urvalsbefattning | Flaggunderofficer | Underofficer av 2. graden | Underofficersaspirant       |                 |
| ----------------- | ------------------------------------ | ----------------- | ------------------------- | --------------------------- | --------------- |
|                   |                                      |                   |                           |                             |                 |

| Underbefäl       | Underbefäl  | Underbefäl                             | Underbefäl           | Underbefäl                   | Underbefäl       | Underbefäl               |
| Stabsobermeister | Obermeister | Meister                                | Obermaat (yrkesubef) | Obermaat (kontraktsanställd) | Maat (yrkesubef) | Maat (kontraktsanställd) |
| 1. högbåtsman    | Högbåtsman  | Högbåtsman med mindre än 5½ års tjänst | Furir                | Furir                        | Korpral          | Korpral                  |
| ---------------- | ----------- | -------------------------------------- | -------------------- | ---------------------------- | ---------------- | ------------------------ |
|                  |             |                                        |                      |                              |                  |                          |

| Sjömän        | Sjömän        | Sjömän        | Sjömän |
| Stabsmatrose  | Obermatrose´  | Matrose       |        |
| Sjöman 1. kl. | Sjöman 2. kl. | Sjöman 3. kl. |        |
| ------------- | ------------- | ------------- | ------ |
|               |               |               |        |

## Bildgalleri

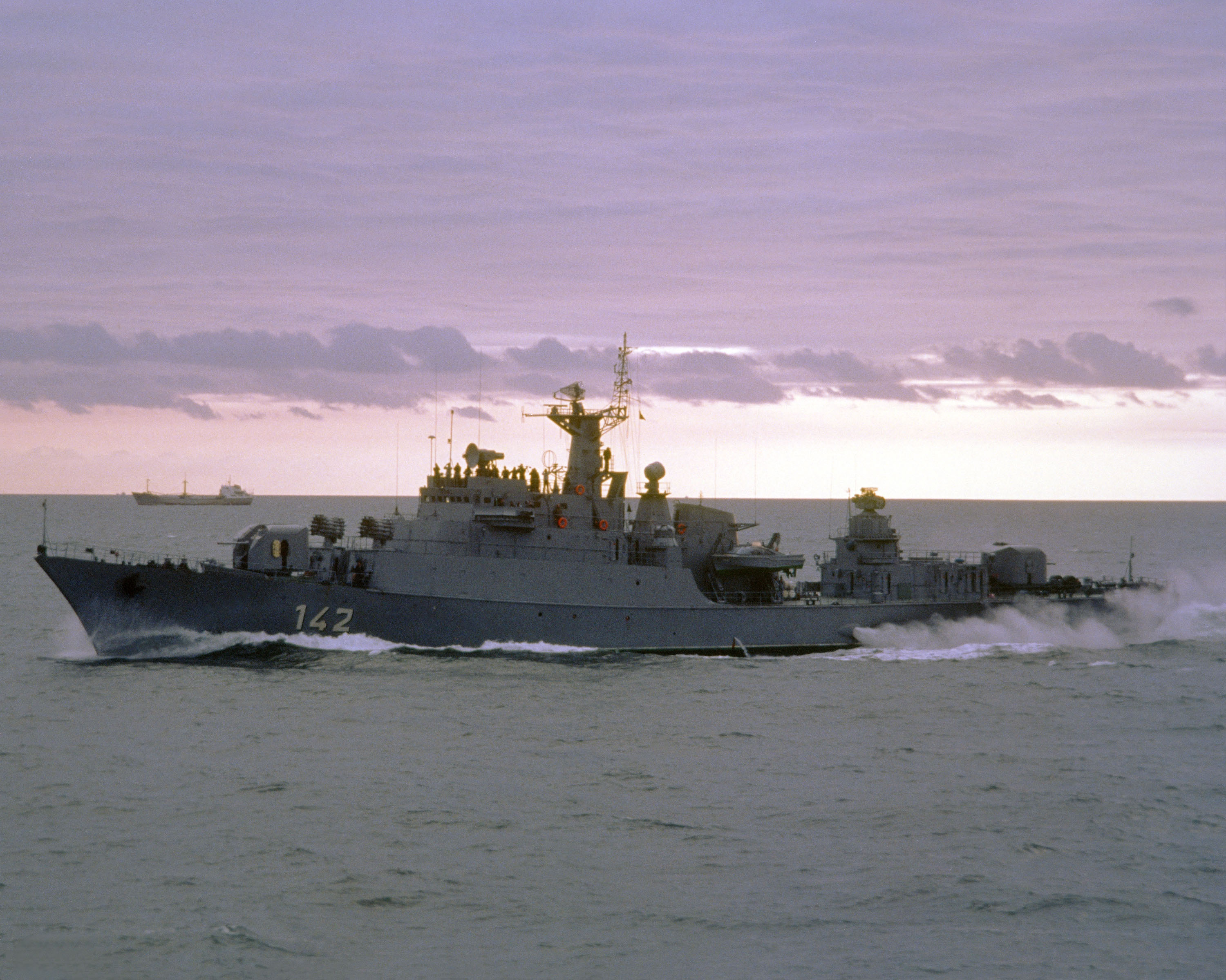
Fregatten Berlin 1985.
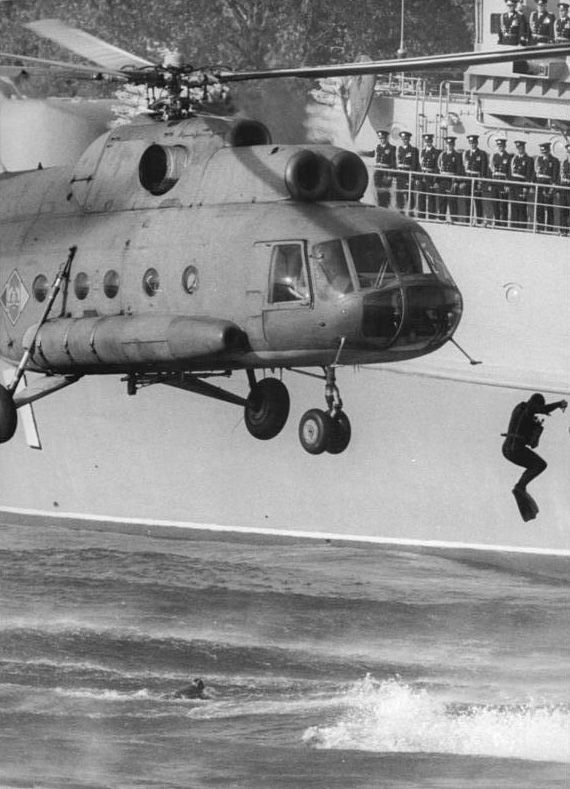
Attackdykare hoppar från helikopter Mil Mi-8 från marinflygflottilj 18 vid en uppvisning i Rostock 1979.
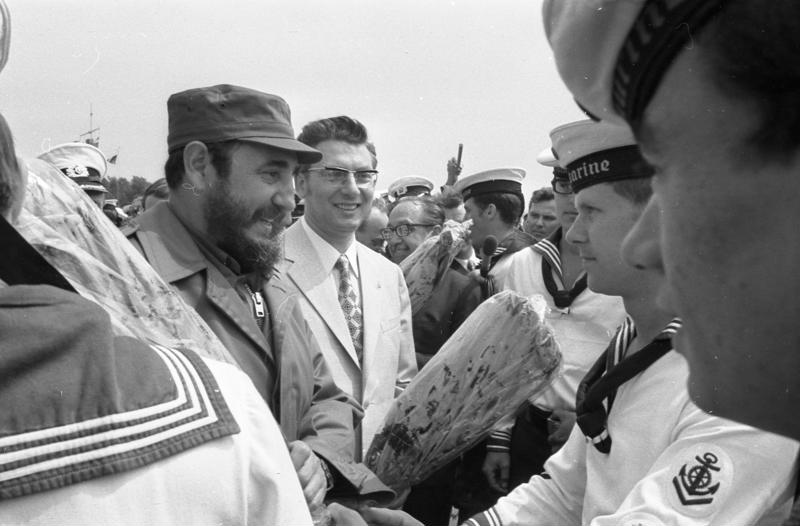
Fidel Castro hyllas av sjömän i Rostock i juni 1972.
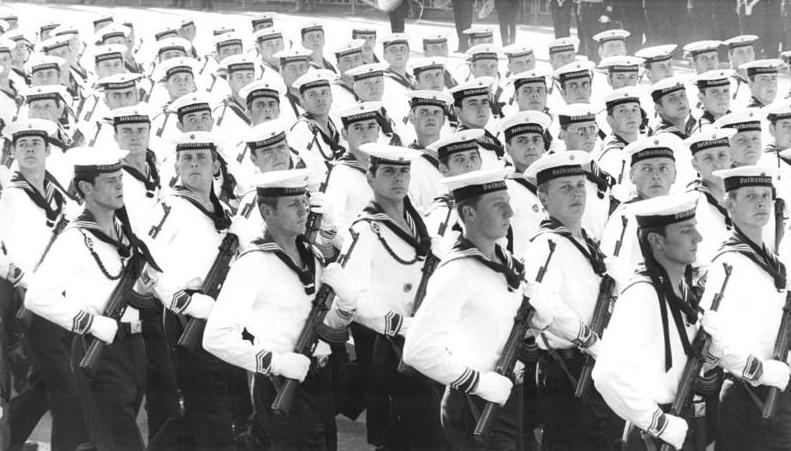
Trettioårsdagen av DDR:s grundande firas med en militärparad. Officersaspiranter från Nationale Volksmarines officershögskola Karl Liebknecht under förbimarsch.